# Сенка Бабовић Распоповић
Сенка Бабовић Распоповић (Беране, 22. јул 1953) црногорска је историчарка. Ради на Историјском институту Црне Горе у Подгорици.

## Биографија
Основну школу и гимназију завршила је у родном граду. Студирала је историју на Филозофском факултету Универзитета у Београду. Дипломирала је у школској 1978/79. Магистрирала је на катедри Историја Југославије, 1986. године са тезом Култура у Црној Гори 1945—1952. Докторирала је 1995. године са дисертацијом Културна политика у Зетској бановини 1929—1941. Докторска дисертација објављена је као монографија 2002. године.
Ради на Историјском институту Црне Горе у Подгорици од фебруара 1980. године. Тренутно је на положају вишег научног саветника у овој институцији. Истраживачки се бави историјом Црне Горе у 19. и 20. веку са посебним освртом на историју културе и просветне прилике. Поред тога бави се истраживањем културних веза између Црне Горе и Русије. 